# República autónoma socialista soviética de la Montaña
La república autónoma socialista soviética de la Montaña (del ruso: Го́рская АССР), parte de la República Socialista Federativa Soviética de Rusia, existió desde el 20 de enero de 1921 hasta el 7 de julio de 1924. Se formó con el territorio de la República de las Montañas del Cáucaso Septentrional y el Emirato del Cáucaso Norte, después de que el Ejército Rojo invadiera el territorio. Ocupaba una superficie de 73.000 km² y su población era de unos 800.000 habitantes. Se encontraba dividida en seis distritos nacionales. Su capital era Vladikavkaz.
En 1924, fue dividida en 5 nuevos óblast autónomos; el OA Kabardino-Balkario, el OA Karachái-Cherkeso, el OA Checheno, el OA de Osetia del Norte, y el OA Ingusetio.

## Historia
La RASS de la Montaña fue creada tras la toma del Cáucaso Norte por parte de las tropas del Ejército Rojo en el transcurso de la guerra civil rusa. El área de la RASS comprendía más de 73.000 kilómetros cuadrados y su población rondaba los 800.000 habitantes. Comprendía seis "okrug": Balkaria, Chechenia, Kabardia, Karachay, Nazran y Vladikavkaz. Además, se concedió una autonomía especial a los cosacos del Térek: el Okrug Cosaco de Sunzha, que incluía un extenso enclave en el norte de Ingusetia, y otro más pequeño fronterizo con Grozni.
La RASS no existió en su estado original por mucho tiempo. El 1 de septiembre de 1921 el Okrug de Kabardia fue separado de la RASS para formar el Okrug Autónomo de Kabardia, subordinado directamente a la RSFS de Rusia. Después vino el Okrug de Karachay, que fue transformado en el Okrug Autónomo de Karachay el 12 de enero de 1922; el Okrug de Balkaria, que fue transformado en el Okrug Autónomo de Balkaria el 16 de enero de 1922; y el Okrug de Chechenia, que fue transformado en el Óblast Autónomo Checheno el 30 de noviembre de 1922.
Por decreto del VTsIK del 7 de julio de 1924, el territorio restante de la RASS fue dividido entre el Óblast Autónomo de Osetia del Norte y el Óblast Autónomo de Ingusetia. El Okrug Cosaco de Sunzha y la ciudad de Vladikavkaz fueron directamente subordinados al VTsIK hasta el 17 de octubre del mismo año, cuando el Krai del Cáucaso Norte se formó e integró a toda la antigua RASS en suma a estas dos unidades.
En el siglo XIX, las mejores tierras de la región fueron entregadas a los cosacos y a colonos militares originarios de Rusia y Ucrania, mientras que muchos nativos fueron llevados a las montañas. En 1920, el Gobierno bolchevique ruso (la URSS no sería formalmente constituida hasta 1922) decidió deportar a los cosacos del Térek y entregarles sus granjas a los nativos. Un total de 34.637 individuos fueron deportados a Vladikavkaz, Arcángel y el Donbás. Cientos de familias pasaron a ser simpatizantes del Gobierno soviético. En enero de 1921, el reasentamiento forzoso de los cosacos se detuvo, y algunas familias volvieron a ocupar las granjas abandonadas, pero la densidad de población de los asentamientos militares de la era zarista fueron eliminados del Cáucaso Norte para siempre y los nativos eran libres de ocupar las tierras fértiles en las vegas del valle. En 1882, el 24,7% de los ingusetios vivían en las montañas, para 1924 esa cifra se redujo hasta el 2,1% de los que todavía vivían en las cumbres.
Durante la Guerra Fría, muchos historiadores occidentales veían la desintegración de la República Montañosa como una estrategia de "divide y vencerás" llevada a cabo por el Gobierno soviético para mantener a los pueblos del Cáucaso débiles y subyugados a Moscú. Los archivos soviéticos que vieron la luz en la década de 1990 demostraron que ese no era el caso. La desintegración de la República comenzó en marzo de 1921, justo dos meses después de su creación, cuando los líderes de Kabardia expresaron su descontento con ser parte de la República y citaron la ausencia de vínculos económicos entre los kabardios y los otros pueblos montañosos. Entre abril y junio de 1921, Kabardia celebró un Congreso de 140 delegados, con solo 28 bolcheviques, que votó de forma aplastante para convertirse no solo en un óblast autónomo, sino incluso en su propia república autónoma. El propio Stalin tuvo que mantener conversaciones con Betal Kalmykov, el líder de los kabardios, acerca de su solicitud de convertirse en su propia república soviética.
- Datos: Q865918